# Euphyia colonaria
Euphyia colonaria là một loài bướm đêm trong họ Geometridae.